# Encyclopédie
Az Enciklopédia, vagy a tudományok, művészetek és mesterségek rendszeres szótára (röviden Nagy Francia Enciklopédia, Francia Enciklopédia vagy csak Enciklopédia, franciául Encyclopédie, ou dictionnaire raisonné des sciences, des arts et des métiers, röviden Encyclopédie) című korai enciklopédia Franciaországban 1751-től jelent meg. Az utolsó köteteket 1780-ban adták ki. A francia felvilágosodás alapműve.

## Előzmények
A híres Encyclopédie-nek, a 18. század egyik legnagyobb és legjelentősebb irodalmi vállalkozásának előzménye Ephraim Chambers Cyclopaedia, vagy a művészetek és tudományok egyetemes szótára című munkájának francia fordítása volt, amit egy Franciaországban élő angol, John Mills, és a gdański születésű, előbb Hollandiában majd Párizsban élő egyetemi professzor, Gottfried Sellius készített el 1743 és 1745 között.
Azért, hogy megfeleljenek a francia jog előírásainak, amit kevéssé ismertek, felkérték André Le Bretont, a királyi nyomdászt és könyvárust, hogy jelentesse meg a művet és ezzel egyúttal megkapják a királyi kiváltságot. Ezt a könyvárus megkapta, de állítása szerint csak a saját nevére. Mills emiatt panaszt emelt és Le Bretonnak el kellett ismernie, hogy a kiváltság hivatalosan John Mills-nek szól. De miután nem sokkal később újfent elfelejtette értesíteni Millst a szükséges jogi intézkedésekről, ez a cím érvénytelenné vált. Mills akkor beleegyezett, hogy a kiváltság egy része Le Bretont illesse és 1745 májusában megjelentették a négy kötetes művet valamint a cikkek listáját francia, latin, német, olasz és spanyol nyelven.
A megjelenés után a hibák kijavításával és az új felfedezések hozzáadásával Jean Paul de Gua de Malves, a Francia Főiskola filozófia professzora foglalkozott. Ő teljes felújítást javasolt és ehhez sikerült megnyernie több tudós és művész közreműködését, akik között volt Antoine Louis, Étienne Bonnot de Condillac, Jean le Rond d’Alembert és Denis Diderot. Az összegyűlt szerzők azonban a professzort nem találták elég híresnek, ami garancia lett volna sikerre, a terveit pedig túl drágának találták, így megvonták tőle a bizalmat. A vitákba belefáradva végül de Gua lemondott a szerkesztésről.

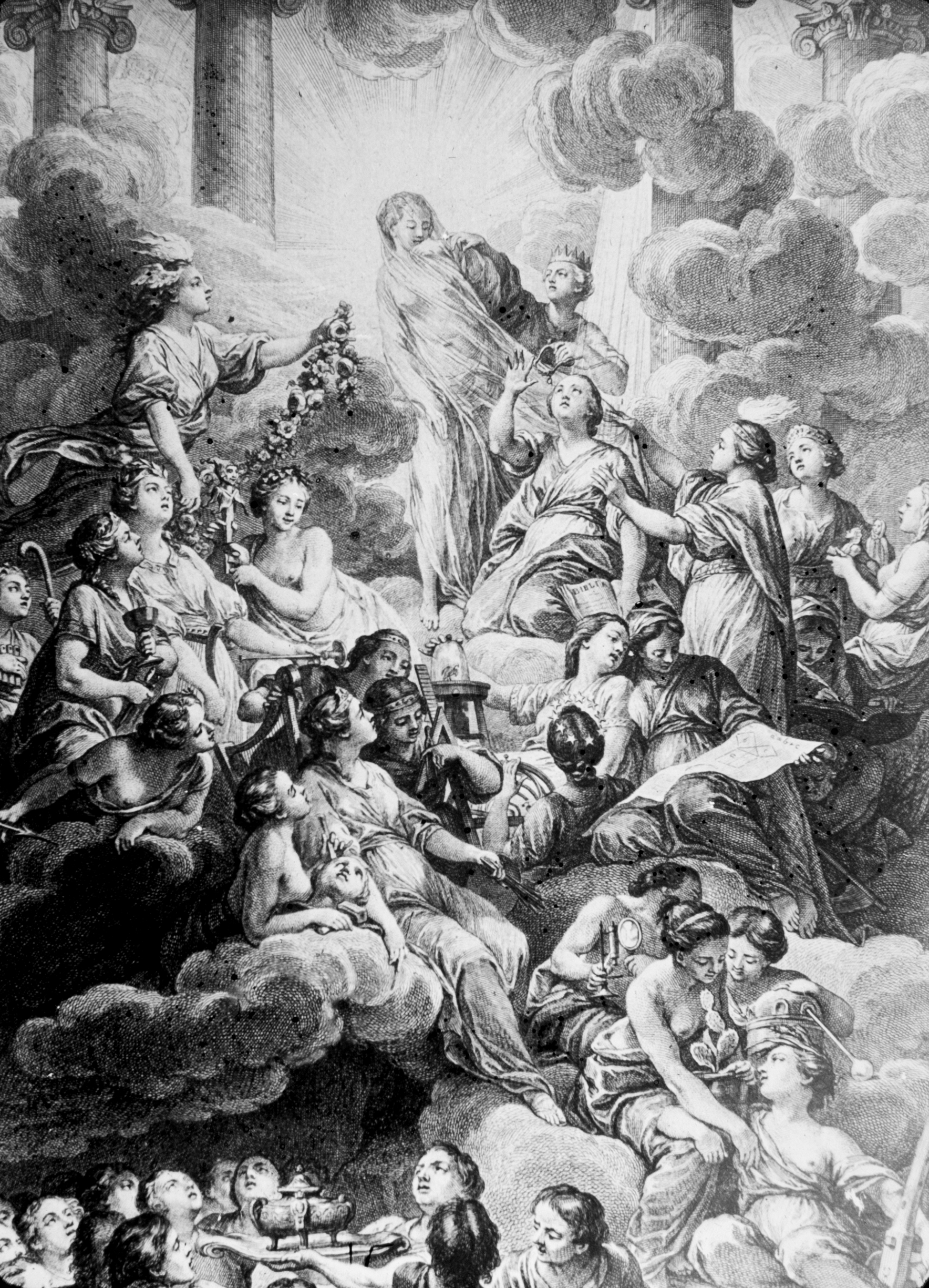
Részlet az Encyclopédie címlapképéről, 1772-ből. A képet Charles-Nicolas Cochin rajzolta és Bonaventure-Louis Prévost véste. A középső alak az Igazságot jelképezi, őt erős fény veszi körül, ez a Felvilágosodás szimbóluma. A két alak a jobb oldalon az Értelem és a Filozófia, akik lerántják a fátylat az Igazságról. (A teljes címlapkép)

A szerzők, akik közül addigra már többen is jelentős érdemeket értek el, a főszerkesztést Diderot-nak ajánlották fel, aki valószínűleg a nagyon jó fogadtatású, hat kötetes Egyetemes gyógyszerszótár lefordításával vált szemükben a legalkalmasabbá.

## A mű
Diderot, miután megkapta a megbízást, meggyőzte a szerzőket, hogy sokkal eredetibb és átfogóbb munkát végezzenek, mint elődeik. A természettudományokhoz keveset értett, ezért maga mellé vette barátját, d'Alembert-t, aki a matematikai tárgyú cikkeket szerkesztette. Néhány információ az akadémia által szerkesztett Descriptions des Arts et Métiers című lexikonból származott.
A nagy mű 35 kötet lett, 71 818 cikket és 3 129 illusztrációt tartalmazott. Az első 28 kötetet Diderot szerkesztésével 1751 és 1772 között jelentették meg. További 5 kötetet más szerkesztők állítottak össze 1777-ben, végül 2 kötet névmutató jelent meg. A francia felvilágosodás több ismert alakja dolgozott a művön, többek között Voltaire, Rousseau, és Montesquieu.
Az enciklopédia szerkesztői úgy látták munkájukat, hogy az véget vet a babonáknak és hozzáférést nyújt az általános emberi tudáshoz, ez volt a felvilágosodás alapeszméje. Az ancien régime-ben ugyanakkor ez viták viharát váltotta ki, amelyek főként a vallási türelemre vezethetők vissza. Az enciklopédia a protestáns gondolkodókat dicsérte, míg kihívás volt a katolikus dogmával szemben. A katolikus egyházban az egész kiadványt kiátkozták, de miután több magas rangú támogatója is volt, a munka folytatódott és titokban minden kötetet kézbesítettek az előfizetőknek.
1750-ben a teljes cím a következő volt: Encyclopédie, ou Dictionnaire raisonné des sciences, des arts et des métiers, par une société de gens de lettres, mis en ordre par M. Diderot de l'Académie des Sciences et Belles-Lettres de Prusse, et quant à la partie mathématique, par M. d'Alembert de l'Académie royale des Sciences de Paris, de celle de Prusse et de la Société royale de Londres. Ezt a címoldalt aztán kijavították, miután d’Alembert további címeket szerzett.

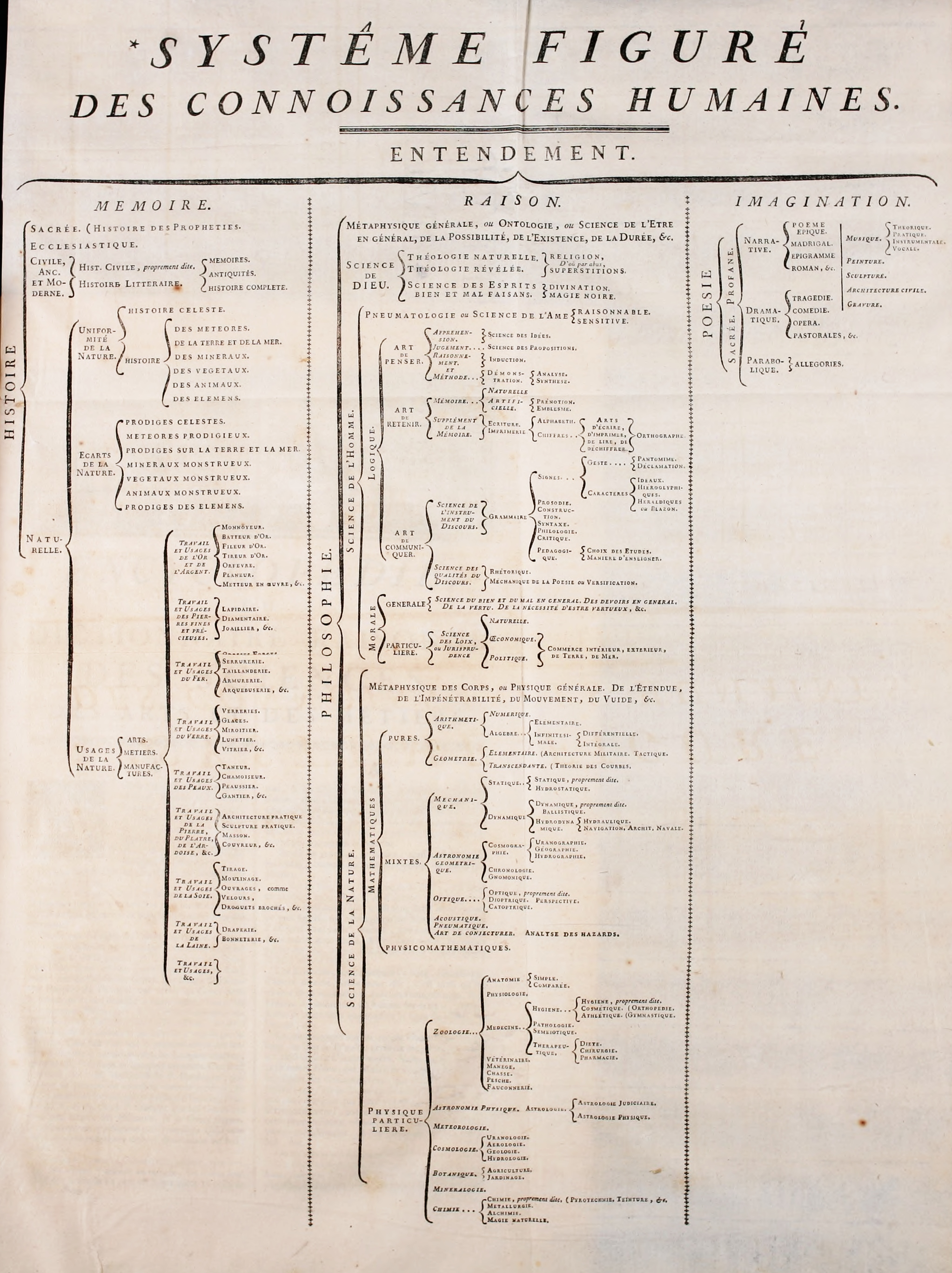
„Az emberi tudás jelképes rendszere”, a struktúra, amely alapján a tudást szervezték az Encyclopédie-ben. Három fő ága van: emlékezet, értelem és képzelet.

Az Encyclopédie Az emberi tudás jelképes rendszere alapján készült (lásd az ábrát), amit Francis Bacon A tudás előrehaladása című munkája ihletett. A tudás három fő ága: „Emlékezés”/Történelem, „Értelem”/Filozófia, és „Képzelet”/Költészet. Megfigyelhető a tény, hogy a teológia a filozófia alá került.

## Utóélete
Az utolsó tulajdonosok 1775-ös halála után Charles Joseph Panckoucke szerezte meg a kiadási jogokat. Ő 1776 és 1880 között öt pótkötetet és két kötet névmutatót adott ki. Ezt a hét kötetet legtöbbször az Encyclopédie első teljes kiadásával együtt kezelik, így jön ki együtt a 35 kötet.
1782 és 1832 között Panckoucke és jogutódjai kiadtak egy 166 kötetes kibővített kiadást Encyclopédie méthodique címmel. Az a mű akkoriban hatalmas vállalkozás volt, ezer munkás és 2250 szerkesztő dolgozott rajta.

## Szerkesztők
Az Encyclopédie jelentős szerzői és szakterületük:
- Jean le Rond d’Alembert – szerkesztő; tudomány (különösen matematika), kortárs ügyek, filozófia, vallás stb.
- André Le Breton – kiadó; nyomdafesték cikk
- Étienne Bonnot de Condillac – filozófia
- Daubenton – történelem
- Denis Diderot – főszerkesztő; gazdaságtan, művészetek, filozófia, politika, vallás stb.
- Helvétius
- Holbach báró – tudomány (kémia, ásványtan), politika, vallás stb.
- Louis de Jaucourt – gazdaságtan, irodalom, orvostudomány, politika stb.
- Montesquieu – a goût cikk egy része (az ízlésről)
- Jean-Jacques Rousseau – zene, politológia
- Anne Robert Jacques Turgot – gazdaságtan, etimológia, filozófia, fizika
- François-Marie Arouet de Voltaire – történelem, irodalom, filozófia

## Számadatok
Az Encyclopédie körülbelüli mérete:
- 17 kötet cikk 1751–1765 között
- 11 kötet illusztráció 1762–1772 között
- 18 000 oldal szöveg
- 75 000 bejegyzés
  - 44 000 főcikk
  - 28 000 másodlagos cikk
  - 2500 illusztráció névmutató
- 20 000 000 szó összesen

Nyomda: 4250 példány (megjegyzés: a 18. században az egykötetes munkák is ritkán érték el az 1500 példányt)

## Értékelések
Az Encyclopédie fontos szerepet játszott a francia forradalomhoz vezető szellemi felpezsdülésben. „Egy enciklopédia sem volt politikailag annyira fontos és töltött be annyira nyilvánvaló szerepet a történelemben vagy az irodalomtörténetben. Megkísérelt nem csak információt adni, de vezetni is a véleményeket.” – írta az 1911-es Encyclopædia Britannica.
Az Encyclopédie a korszak technikájának, tudományainak hatalmas kivonatát jelentette, részletesen leírta a hagyományos mesterségek eszközeit és folyamatait.

## Lásd még
- Enciklopédia
- A francia enciklopédisták listája
- Felvilágosodás